# میرا عواد
میرا عواد (به عبری: מירה עווד) یا (به عربی: ميرا أنور عوض)، خواننده، بازیگر و ترانه‌سرای عرب‌تبار اسرائیلی است.

## زندگی‌نامه
میرا عوض شهرت خود را از هنگام شرکت در یک مجموعه تلویزیونی کمدی اسرائیلی به نام کارگر عرب که هدف آن ادای احترام به اعراب اسرائیلی بود، به دست آورد.
در تاریخ ۲ مارس ۲۰۰۹ (میلادی)، مردم اسرائیل، در یک رای‌گیری سراسری تلویزیونی، زوج هنری آخی‌نوعم نینی و میرا عواد را با ترانه راه بهتری وجود دارد، به عنوان نماینده کشور اسرائیل در مسابقه آواز یوروویژن ۲۰۰۹ برگزیدند.
در تاریخ ۱۲ مه ۲۰۰۹ (میلادی)، تصنیف عربی-عبری-انگلیسی راه بهتری وجود دارد، به مرحله نهایی مسابقه آواز یوروویژن ارتقاء یافت و به عنوان یکی از چند ترانه منتخب برای به دست‌آوردن مقام نخست، انتخاب شد.
در تاریخ ۱۷ مه ۲۰۰۹ (میلادی) و در مرحله نهایی، زوج هنری آخی‌نوعم نینی و میرا عواد، با کسب ۵۳ امتیاز، در رده شانزدهم جدول نهایی قرار گرفتند.

## باورهای سیاسی
میرا عواد از فعالان حقوق مدنی برای اعراب اسرائیلی است.
میرا عواد در انتخابات سراسری اسرائیل در سال ۲۰۰۹ (میلادی)، از حزب عربی-کمونیستی حاداش حمایت کرد.

## انتقادات
میرا عواد در مصاحبه‌ای گفته بود که از شنیدن سرود ملی اسرائیل ناراحت می‌شود. برخی یهودیان اسرائیل، بر این باور هستند که میرا عواد به اسرائیل وفادار نیست و دیدگاه‌های ضد اسرائیلی دارد.
از سوی دیگر، وی از سوی فلسطینیان، بخاطر شرکت در مسابقه آواز یوروویژن به عنوان نماینده کشور اسرائیل، مورد انتقاد شدید قرار گرفته بود.